# بوژینگواتس
بوژینگواتس (به صربی: Božinjevac) یک منطقهٔ مسکونی در صربستان است که در بوجانوواچ واقع شده‌است. بوژینگواتس ۳۷۶ نفر جمعیت دارد.